# Fédération française de ball-trap
La Fédération française de ball-trap (FFBT), dans son appellation simplifiée, ou Fédération française de ball-trap et de tir à balle dans son appellation historique, est une fédération qui encourage toutes les disciplines de ball-trap.

## Historique
Le Comte Justinien Clary a été le fondateur en 1925 de la Fédération française de tir aux armes de chasse, qui regroupait aussi le tir sur cible. Celui-ci ayant pris de l’importance, cette pratique a été regroupée dans l'Union des Sociétés de Tir de France (USTF), renommée Fédération française des sociétés de tir en 1953.
En 1967, la Fédération Française de tir aux armes de chasse fusionne avec l'Union pour donner naissance à la Fédération française de tir (FFTir).
En 1985, les disciplines non olympiques de tir aux plateaux de la FFTir rejoignent la  la Fédération française de ball trap. Celle-ci compte désormais plus de 23 000 licenciés et 568 clubs affiliés.

## Structures

### Statuts
Elle a pour objet :
- de promouvoir toutes les disciplines de ball-trap :
  - la fosse universelle (FU),
  - le Parcours de Chasse (PC),
  - le Compak Sporting (CS),
  - la Fosse Euro (DTL),
  - le sanglier courant (SC),
  - les hélices (ZZ),
  - l'english sporting (ES)[1] ;
- de promouvoir également toutes les disciplines de tir aux armes de chasse que l'assemblée générale viendrait à reconnaitre comme nouvelle discipline fédérale, et d'encourager leurs connaissances par le grand public.
- de réunir les associations ou groupements de personnes pratiquant les disciplines des armes de chasse.
- d'organiser les compétitions de tir aux armes de chasse, notamment les championnats de France, de délivrer les titres fédéraux, en particulier les titres de champion de France de la disci^pline concernée, de proposer un projet de performance fédéral constitué d'un programme d'excellence sportive et d'un programme d'accession au haut niveau, de proposer l'inscription sur la liste des sportifs, entraineurs, arbitres et juges sportifs de haut niveau, sur la liste des sportifs espoirs et sur la liste des sportifs des collectifs nationaux et de sélectionner les tireurs en vue de leur participation aux épreuves internationales.
- de developper la pratique de loisir, de compétition amateur et professionnel aux armes de chasse à canon lisses et/ou à canons rayés sur les cibles mobiles, de concourir à l'initiation des chasseurs débutants aux règles de tir en plein air, et de la sécurité dans la pratique de la chasse, par tous les moyens appropriés, dans la métropole, ainsi que dans les régions et collectivités d'outre-mer et en Nouvelle-Calédonie.
- d'inciter à la création de stades et/ou stands de tirs, d'aider à assurer leur pérennité.
- d'encourager et de soutenir les efforts de toutes les associations qui lui sont affiliés et de susciter la formation d'associations nouvelles.
- de représenter ses membres toutes les fois qu'une action collective doit être exercée en la matière.
- la fédération a en outre compétence pour donner son avis sur les autorisations d'acquisition et de détention d'armes exclusivement utilisées à la chasse, en conformité avec les dispositions et législatives et réglementaires en vigueur[2].

### Siège
La FFBT a son siège au 14 rue Avaulée à Malakoff dans les Hauts-de-Seine.

### Organigramme
Un président :
- Jean-Michel Moutoufis, membre du comité de direction de la FITASC.

Le bureau fédéral est composé de :
- un président ;
- un vice-président et secrétaire général ;
- un trésorier ;
- et cinq autres membres.

Un comité directeur composée de :
- 24 membres élu pour quatre ans.

## Affiliation
Les disciplines de la Fédération Française de ball-trap sont gérées au niveau mondial par la Fédération Internationale de Tir aux Armes Sportives de Chasse (FITASC).